# Vol Atlantic Airways 670
Le 10 octobre 2006, à 7 h 35 (heure locale), un BAe 146-200 effectuant le vol Atlantic Airways 670 fait une sortie de piste lors de l'atterrissage à l'aéroport de Sørstokken-Stord (en), en Norvège. L'avion est ensuite tombé du haut de la falaise abrupte, située au bout de la piste, à faible vitesse et a pris rapidement feu.
On dénombre 4 victimes et 12 survivants blessés parmi les 16 occupants de l'avion, ce qui en fait à la fois la première perte et, actuellement, le seul accident aérien mortel impliquant un avion d'Atlantic Airways.

## Contexte

### Avion

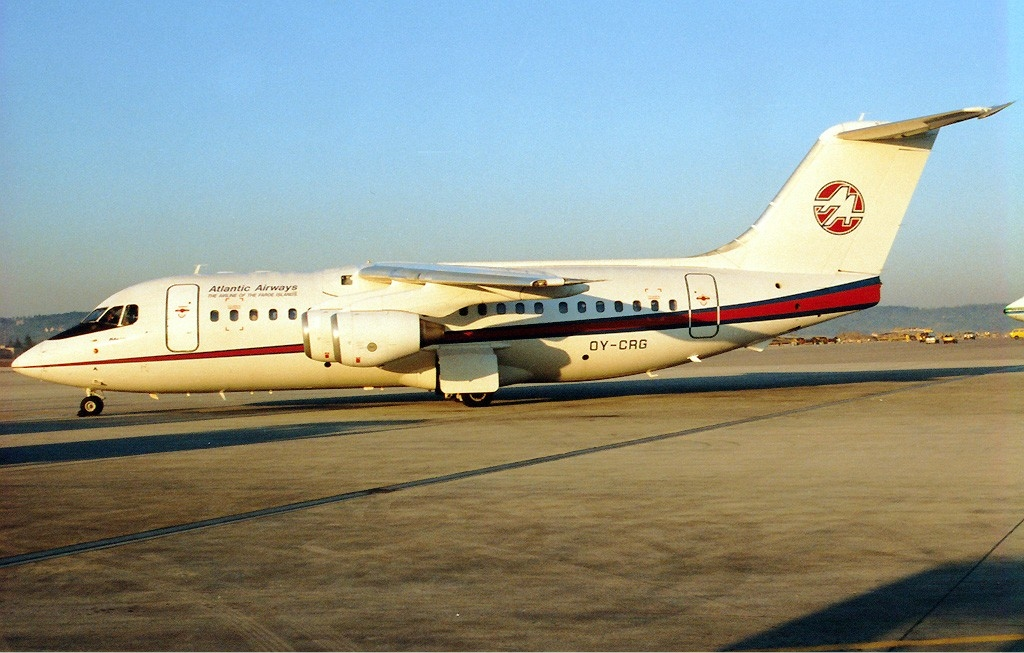
OY-CRG, l'appareil impliqué dans l'accident, dans une livrée précédente, ici à l'aéroport de Stuttgart en avril 1996.

L'appareil impliqué est un BAe 146-200A de la compagnie aérienne féroïenne Atlantic Airways, immatriculé OY-CRG (numéro de série E2075). Il a été mis en service le 30 juin 1987 par la compagnie américaine Pacific Southwest Airlines (PSA), avant d'être livré à Atlantic Airways six mois plus tard, le 1er mars 1988, en tant que premier exemplaire de ce model d'avion dans sa flotte. La dernière inspection de l'appareil a eu lieu le 25 septembre 2006, soit deux semaines avant le crash. Il totalise plus de 30 000 heures de vol et environ 22 000 cycles (décollage/atterrissage) au moment de l'accident.
Le BAe 146 est un avion de ligne court-courrier, de fabrication britannique, spécialement conçu pour les décollages et atterrissages sur des pistes courtes. Équipé de quatre turboréacteurs à double flux Avco Lycoming ALF502R-5, il est conçu pour les atterrissages à plat, lorsque les trains d'atterrissage principal et avant touchent la piste presque simultanément. Il dispose de freins de roue et d'aérofreins puissants, avec des spoilers de grande taille pour réduire la portance des ailes immédiatement au toucher des roues, mais il ne dispose pas d'inverseurs de poussée.

### Aéroport

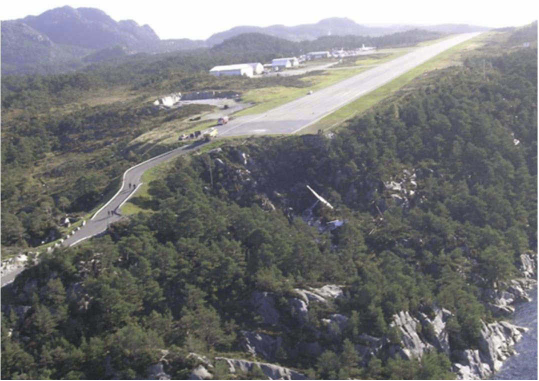
Photo aérienne de l'aéroport de Sørstokken-Stord, ainsi que du site de l'accident.

L'aéroport de Sørstokken-Stord (en) est un aéroport régional situé sur la péninsule de Sørstokken (en), sur l'île de Stord, à une altitude de 49 m au-dessus du niveau de la mer. La piste de l'aéroport, alignée 14/32 (environ nord-nord-ouest et sud-sud-est), mesure 1 460 m de long et 30 m de large ; elle possède une distance d'atterrissage disponible de 1 200 m.
Aux deux extrémités de la piste, le sol descend vers la mer avec une forte pente. L'aire de sécurité d'extrémité de piste (en) de cet aéroport était considéré comme suffisante selon les exigences en vigueur au moment de la construction de l'aéroport, mais elles avaient été modifiées au moment de l'accident. La piste était présumée humide au moment de l'accident, bien que cette information n'ait pas été relayée aux pilotes.

## Accident

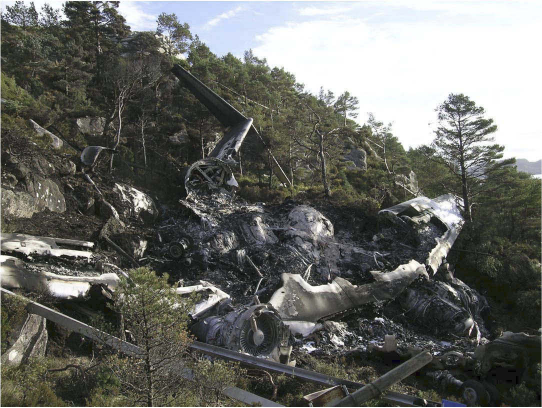
Les débris de l'appareil, à la suite du crash du vol 670

Le vol 670 était un vol charter national régulier affrété pour transporter des employés d'Aker Solutions depuis l'aéroport de Stavanger, à Sola, jusqu'à l'aéroport de Molde, Årø, avec une escale prévue à l'aéroport de Sørstokken-Stord (en). L'avion a atterri à Sola à 23 h 30, la veille de l'accident, et une inspection programmée après 48 heures de vol a été effectuée pendant la nuit et terminée à 05 h 00. Il a ensuite décollé à 07 h 15, juste après l'heure de départ prévue, avec à son bord 4 membres d'équipage et 12 passagers.
Le commandant de bord, Niklas Djurhuus (34 ans), est le pilote aux commandes, tandis que le copilote, Jakob Evald (38 ans), se charge des communications radio et des différents paramètres du vol. Les pilotes étaient arrivés la veille au soir, en tant que passagers, sur un autre vol d'Atlantic Airways à destination de l'aéroport de Stavanger. Le commandant avait déjà effectué vingt et un atterrissages à l'aéroport de Sørstokken-Stord.
Les conditions météorologiques signalées étaient les suivantes : vent à 6 nœuds (11 km/h), nuages éparses à une altitude de 2 460 pieds (750 m), visibilité supérieure à 10 km et pression atmosphérique (QNH) de 1 021 hectopascals.
Le vol 670 a contacté le contrôle d'approche à 07 h 23, indiquant qu'il atterrirait sur la piste 15 et qu'il effectuerait une approche à vue. Celui-ci a autorisé les pilotes à descendre à 3 900 pieds (1 200 m) à 07 h 24. L'avion a ensuite quitté l'espace aérien contrôlé à 07 h 27, heure à laquelle le service d'information de vol (AFIS) de l'aéroport de Sørstokken-Stord a pu le voir. Les pilotes ont décidé d'atterrir sur la piste 32, car cela permettrait une approche plus directe et rapide.
Les volets ont ensuite été sortis à 33° à 07 h 31, réduisant alors la vitesse sol de 150 à 130 nœuds (280 à 240 km/h). Les pilotes visaient une vitesse sol de 112 nœuds (207 km/h) au moment du toucher des roues et étaient guidés par l'indicateur de pente d'approche (PAPI). Au passage du seuil de la piste 32, l'avion avait une vitesse légèrement plus élevée, à 120 nœuds (220 km/h). Le BAe 146 atterrit à 07 h 32, quelques mètres après le point idéal pour le toucher des roues, lors d'un atterrissage en douceur, avec un léger vent arrière.
Le copilote a ordonné l'armement des spoilers une seconde après le toucher des roues, et le commandant les a armés une demi-seconde plus tard. Deux secondes plus tard, le copilote a annoncé « pas de spoilers », car le voyant indiquant la sortie des spoilers ne s'était pas allumé. Il a ensuite vérifié la pression hydraulique et que l'interrupteur était correctement réglé.
Entre-temps, le commandant avait commuté les manettes de poussée des moteur du ralenti vol au ralenti sol, et six secondes après le toucher des roues, il avait activé le système de freinage des roues. À partir de 13 secondes après le toucher des roues, divers crissements ont pu être entendus en provenance des pneus du train d'atterrissage. Le freinage s'est déroulé nominalement jusqu'à la moitié de la piste. À partir de ce moment, les pilotes ont signalé qu'aucun ralentissement nominal ne s'était produit. Le commandant a tenté d'utiliser les pédales de frein pour appliquer le freinage maximal, sans effet. Il a ensuite déplacé le levier des freins de roues à son maximum, puis à actionné le freinage de secours, en déconnectant le système anti-blocage des roues. Des témoins au sol ont observé de la fumée s'échapper au niveau du train d'atterrissage.
À ce moment-là, l'avion n'avait pas assez de vitesse pour interrompre l'atterrissage. Conscient que l'avion allait probablement dépasser la fin de la piste, le commandant a choisi de ne pas le diriger vers la gauche, là où il y avait une forte descente, ni vers la droite, là où il y avait des rochers. En dernier recours, le commandant a tenté de réduire la vitesse en faisant déraper l'avion en le dirigeant d'abord vers la droite, puis brusquement vers la gauche. L'avion est sorti de la piste 23 secondes après le toucher des roues, à une vitesse de 15 à 20 nœuds (28 à 37 km/h) ; il a ensuite glissé hors de la piste sur un terrain en pente, situé à 46 m de l'extrémité de la piste et à 50 m de la mer, à un angle d'environ 45°, à peu près orienté vers le nord-ouest.

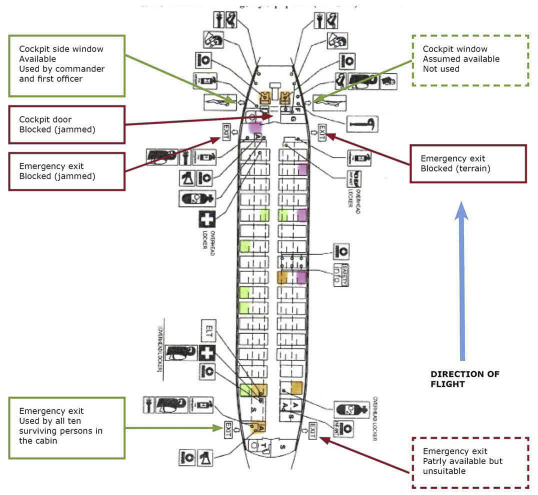
Plan de l'avion indiquant l'emplacement des survivants indemnes (vert), des blessés (orange) et des morts (violet).

Douze personnes parviennent à s'extraire avant qu'un incendie ne se déclare à l'intérieur de la cabine, avec 3 passagers et une hôtesse de l'air piégées à l'intérieur. La majeure partie du fuselage, des ailes et des moteurs a été détruite dans l'incendie.

## Enquête
Une enquête a été menée par le Statens havarikommisjon for transport (SHT) pour déterminer les causes de cet accident. Il n’a pas été possible aux enquêteurs de trouver la cause sous-jacente du dysfonctionnement des spoiler lors de l'atterrissage, bien que la commission d'enquête ait estimé qu'il devait s'agir soit d'une défaillance mécanique au niveau du mécanisme du levier des spoilers, soit d'une défaillance de deux des quatre micro-interrupteurs du levier de poussée des moteurs.
Cependant, ils ont constaté que, lorsque le commandant de bord a sélectionné le freinage de secours pour ralentir l'avion, estimant alors qu'il ne s'arrêterait pas à temps, le système anti-blocage des roues du BAe 146 s'est alors désactivé. Cette sélection a provoqué le blocage complet des roues du train d'atterrissage principal, entraînant un phénomène appelé hydroplanage par dévulcanisation, lors duquel les pneus de l'avion sont devenus extrêmement chauds en raison des forces de friction, et l'eau présente sur la surface humide de la piste s'est changée en vapeur, faisant alors flotter les pneus sur une fine couche de vapeur à la surface de la piste, réduisant considérablement l'action du système de freinage et ajoutant environ 60 % à la distance requise à l'avion pour s'arrêter à temps.
Cette situation a été également aggravée par une aire de sécurité d'extrémité de piste (en) (RSA) insuffisamment longue et par le fait que la piste de l'aéroport de Stord était partiellement couverte d'eau, à cause de l'absence de rainurage, ce qui a grandement favorisé la perte d'adhérence des roues de l'avion sur la piste.

## Médias
L'accident a fait l'objet d'un épisode dans la série télé Air Crash nommé « Au bord du désastre » (saison 15 - épisode 6).